# Dichiarazione dei diritti dei cittadini e dei principi fondamentali dell'ordinamento sammarinese
La Dichiarazione dei diritti dei cittadini e dei principi fondamentali dell'ordinamento sammarinese è una Legge della Repubblica di San Marino (Legge 8 luglio 1974, n.59, modificata e integrata dalla Legge 26 febbraio 2002, n.36) che funge da testo costituzionale.
San Marino infatti non dispone di una vera e propria Costituzione codificata; le fonti del diritto di rango costituzionale sono rappresentati dalle Antiche Consuetudini, dalle Leges Statutae Sancti Marini, gli antichi statuti del 1600 e dalla legislazione successiva (reformationes), entro cui si inserisce la Dichiarazione dei Diritti. Il quadro è completato in via sussidiaria e integrativa dalle consuetudini e dal diritto comune.
La Dichiarazione, nel preambolo riafferma le tradizioni di libertà e democrazia della Repubblica e ripudia ogni totalitarismo; successivamente istituisce gli organi preposti ai poteri dello Stato; infine, enuncia e sancisce, i diritti di libertà dei cittadini. La modifica del 2002, tra l'altro, interviene sul preambolo, eliminando il riferimento al fascismo quale totalitarismo ripudiato in particolare, afferma la prevalenza del diritto internazionale in materia di protezione delle libertà e dei diritti dell'uomo rispetto a quello domestico, dettaglia le funzioni degli organi dello Stato, istituisce il Collegio Garante della Costituzionalità delle Norme e prevede la tipologia di "legge costituzionale" per l'attuazione dei principi fondamentali della Dichiarazione.
La Dichiarazione può essere modificata con la maggioranza qualificata dei due terzi dei membri del Consiglio Grande e Generale.
Esiste un dibattito sulla necessità per la Repubblica di dotarsi di un testo costituzionale rigido piuttosto che considerare la Dichiarazione la fonte di riferimento per il funzionamento degli organi statuali e dei diritti di libertà.